# António Caetano de Sousa
Dom António Caetano de Sousa (Lisboa, 30 de Maio de 1674 — Lisboa, 5 de Julho de 1759) foi um escritor, bibliógrafo e genealogista português que pertenceu ao grupo inicial de académicos da Academia Real de História Portuguesa. Foi clérigo teatino, a ele se devendo a História Genealógica da Casa Real Portuguesa, e o seu Aparato bibliográfico, a continuação do Agiologio Lusitano e um vasto conjunto de obras de carácter histórico e bibliográfico, particularmente ligadas à história eclesiástica de Portugal e seus domínios ultramarinos. É considerado o pai da História Genealógica em Portugal.

## Biografia
Filho de Miguel de Sousa Ferreira (Porto, São Nicolau) e de sua mulher Maria Craesbeck (Lisboa, Conceição Nova (extinta), 25 de Fevereiro de 1637 - Quinta da Ramada, 19 de Maio de 1709), da família Craesbeck de Lovaina, desde há muito em Lisboa ligada à impressão e edição de livros.
Decidido a enveredar pela vida eclesiástica, em 1690 ingressou no convento de São Caetano de Lisboa, dos teatinos, e nele professou em 1691. Depois de cursar os estudos filosóficos e teológicos necessários à ordenação sacerdotal, enveredou pelo estudo da história eclesiástica. Conhecendo que o Agiologio Lusitano, de Jorge Cardoso, estava incompleto (só fora publicado o III volume, cobrindo o calendário litúrgico apenas até Junho), resolveu continuá-lo. Nesse trabalho deparou-se com graves dificuldades de acesso às fontes reunidas por Jorge Cardoso, as quais estavam parcialmente dispersas e parcialmente na posse de particulares que não permitiam o seu acesso (Casa de Arronches). Como forma de sistematização, data desta época a criação do aparato bibliográfico, uma das primeiras listas organizadas de fontes bibliográficas conhecidas em Portugal, introduzindo um método de estudo sistemático das fontes que ainda hoje é considerado relevante.
No seu trabalho contou com o apoio do rei D. João V de Portugal, que lhe concedeu uma pensão de 100$000 réis por ano para permitir a contratação de um secretário.
Dadas as dificuldades de acesso às fontes, acabou por abandonar os estudos de hagiologia para se dedicar a outros estudos, particularmente genealógicos e de história eclesiástica. Da parte hagiológica da obra de António Caetano de Sousa resultou o volume que tem o título Agiologio Lusitano dos santos e varões illustres em virtude do Reino de Portugal e suas conquistas, tomo IV, que comprehende os mezes de Julho e Agosto e com seus commentarios, claramente incompleto, publicado postumamente em Lisboa no ano de 1774.
Em 1720 foi fundada em Lisboa a Academia Real de História Portuguesa, tendo D. António Caetano de Sousa sido um dos seus primeiros 50 membros.
Nos âmbito dos trabalhos académicos da novel instituição, António Caetano de Sousa, agora voltado para a história eclesiástica, foi encarregado de escrever as memórias eclesiásticas dos bispados ultramarinos portugueses, incluindo os de Ceuta e de Tânger, até ao tempo em que esses territórios deixaram de pertencer ao domínio português. Desta incumbência resultou uma valiosa sequência de trabalhos sobre os bispados ultramarinos que foram sendo publicados nos tomos I e II da Colecção dos Documentos e Memórias da Academia Real de História.
Nos debates académicos rapidamente se notabilizou pela sua erudição e pelo cuidado posto no estudo das fontes, sendo um dos membros mais colaborantes da Academia. Dado o acervo bibliográfico que tinha obtido no âmbito dos seus estudos de hagiologia, a excelência do seu aparato e o conhecimento das fontes, a ele se deve o fornecimento de numerosas notícias e documentos que depois foram utilizadas por outros académicos.
Quando em 1723 foi enviada para parecer da Academia uma árvore genealógica da casa real portuguesa, que fora elaborada pelo bispo de Sarsina, António Caetano de Sousa foi um dos académicos nomeados para a estudar, tendo elaborado um parecer dizendo que achara aquela árvore genealógica tão escassa, que tivera de fazer outra, porque o bispo de Sarsina nem ao menos parecia ter conhecimento da obra de Jacob Guilherme Inchoff, intitulada Stemma regium Lusitanicum seu Historia Genealogica Familiae Regiae Portugalliae, que fora publicada em Amesterdão no ano de 1708.
Em todas as sessões dava conta do progresso que fazia nos seus estudos acerca da história das dioceses ultramarinas, mas na sessão de 25 de Janeiro de 1725 informou que parara esse trabalho por lhe faltarem notícias importantes que esperava do ultramar, e que entretanto se aplicara a outro estudo, nomeadamente ao desenvolvimento da árvore genealógica da casa real, por considerar inadequadas as obras existentes sobre a matéria. Desse estudo resultaram 37 mapas genealógicos, que o autor pediu que fossem reduzidos a um pequeno volume para uso dos académicos.
Ao conhecer o interesse do rei D. João V nos seus estudos sobre a casa real, abandonou os trabalhos sobre as dioceses ultramarinas, que se encontravam dificultados pela falta de fontes, para se ocupar exclusivamente na elaboração de uma História Genealógica da Casa Real Portuguesa. Partindo de um projecto inicial que previa elaborar 3 volumes de texto e um volume de documentos, graças ao acervo documental que tinha reunido, a obra foi crescendo até atingir, na sua conclusão, 13 volumes de texto, com 14.203 páginas, e 6 volumes de provas documentais, com 4.580 páginas, para além de um índice com 435 páginas. O primeiro volume foi impresso em 1735 e o último em 1749
A obra foi dedicada ao rei D. João V, que a mandou imprimir à sua custa. Apesar do título dar a entender que se trata de uma genealogia da casa real portuguesa, a obra pode ser considerada uma história geral de Portugal, pois que nas suas vastas dimensões abrange múltiplos assuntos, mais ou menos enlaçados com a genealogia e acções da família real, desde o princípio da monarquia.
Quanto às Provas, cujos 6 volumes se publicaram de 1739 a 1748, incluem documentos que são de grande importância para a história política, civil e eclesiástica de Portugal, muitos dos quais se encontram hoje desaparecidos por se terem extraviado ou por terem sido consumidos pelos incêndios subsequentes ao terramoto de 1755.
O índice foi impresso em 1749, com o título Indice geral dos appellidos, nomes proprios, e cousas notaveis que se comprehendem nos treze tomos da Historia Genealogica, e dos documentos comprehendidos nos seis volumes das Provas com que se acha autorisada a mesma Historia, constituindo um importante estudo analítico do conteúdo daquelas obras.
A partir dos estudos feitos sobre a casa real, António Caetano de Sousa publicou a obra intitulada Memorias historicas e genealogicas dos Grandes de Portugal, impressa em 1739. Como seria de esperar, a obra foi tão popular que se fizeram reedições em 1742 e 1755, a última das quais muito aumentada e corrigida pelo autor.
D. João V, além da pensão de 100$000 réis que lhe dera, nomeou António Caetano de Sousa deputado da Junta da Bula da Santa Cruzada e deu o foro de fidalgo a um seu sobrinho. Posteriormente, o monarca aposentou-o no lugar de deputado da Junta da Bula, com o ordenado de 350$000 réis, e deu 100$000 réis de pensão pelas capelas que vagassem a seu sobrinho, para além de 12$000 réis de tença a um seu segundo sobrinho. 
Faleceu em Lisboa a 5 de Julho de 1759, deixando numerosos trabalhos por publicar. Os manuscritos foram legados a D. Tomás Caetano do Bem, que publicou uma sua biografia e se encarregou da edição póstuma do Agiologio.
A Rua Dom António Caetano de Sousa, em Benfica, Lisboa, recebeu o seu nome.

## Obra publicada
São as seguintes as principais obras publicadas de D. António Caetano de Sousa (por ordem cronológica):
- Catálogo dos bispos da egreja do Funchal; no tomo I da Colecção dos Documentos e Memórias da Academia Real de História;
- Catálogo dos arcebispos da Bahia e mais bispos seus suffraganeos, no tomo I da Colecção dos Documentos e Memórias da Academia Real de História;
- Catálogo dos arcebispos de Goa, e dos bispos de Cochim, Meliapor, China, Japão, Macau, Nankim, Malaca, patriarchas da Ethiópia, arcebispos de Cranganor e Serra, no tomo II da Colecção dos Documentos e Memórias da Academia Real de História;
- Catálogo dos bispos de Cabo Verde, S. Thomé e Angola, no tomo II da Colecção dos Documentos e Memórias da Academia Real de História;
- Catálogo dos bispos de Angra, no tomo II da Colecção dos Documentos e Memórias da Academia Real de História;
- Memorias historicas e genealogicas dos Grandes de Portugal, publicado em 1739, com reedições em 1742 e 1755;
- Série dos reis de Portugal, reduzida a taboas genealogicas, com uma breve notícia histórica, publicado em Lisboa em 1743;
- História Genealógica da Casa Real Portuguesa, obra monumental em 13 volumes, a que acrescem os 6 volumes das Provas;
- Indice geral dos appellidos, nomes proprios, e cousas notaveis que se comprehendem nos treze tomos da Historia Genealogica, e dos documentos comprehendidos nos seis volumes das Provas com que se acha autorisada a mesma Historia, publicado em 1749;
- Agiologio Lusitano dos santos e varões illustres em virtude do Reino de Portugal e suas conquistas, tomo IV, que compreende os meses de Julho e Agosto, com seus comentários, Lisboa, 1774.